# Stortingsvalet i Norge 1989
Stortingsvalet i Norge 1989 hölls i Norge den 11 september 1989. Valdeltagandet var 83,2 %. Antal Stortingsrepresentanter ökade med åtta, till 165. Valet ledde till att Regeringen Syse tillträdde och efterföljde Regeringen Brundtland II.

## Stemmetall ved stortingsvalget 1989 etter parti
| Politiskt parti                        | Antal röster | Röster i % | Ändring från 1985 | Stortingsmandat | Ändring från 1985 |
| -------------------------------------- | ------------ | ---------- | ----------------- | --------------- | ----------------- |
| Det norske Arbeiderparti               | 907 393      | 34,3       | - 6,5             | 63              | - 8               |
| Høyre                                  | 588 682      | 22,2       | - 8,2             | 37              | - 13              |
| Fremskrittspartiet                     | 345 185      | 13,0       | + 9,3             | 22              | + 20              |
| Sosialistisk Venstreparti              | 266 782      | 10,1       | + 4,6             | 17              | + 11              |
| Kristelig Folkeparti                   | 224 852      | 8,5        | + 0,2             | 14              | - 2               |
| Senterpartiet                          | 171 269      | 6,5        | - 0,1             | 11              | - 1               |
| Venstre                                | 84 740       | 3,2        | + 0,1             | 0               | 0                 |
| Fylkeslistene for Miljø og Solidaritet | 22 126       | 0,8        | + 0,1¹            | 0               | 0                 |
| Miljøpartiet De Grønne                 | 10 136       | 0,4        | + 0,4             | 0               | 0                 |
| Stopp Innvandringen                    | 8 963        | 0,3        | + 0,3             | 0               | 0                 |
| Framtid for Finnmark                   | 8 817        | 0,3        | + 0,3             | 1               | + 1               |
| Pensjonistpartiet                      | 7 863        | 0,3        | 0                 | 0               | 0                 |
| De Liberale - Europapartiet            | 470          | 0,02       | + 0,02            | 0               | 0                 |
| Frie Folkevalgte                       | 320          | 0,01       | 0                 | 0               | 0                 |
| Totalt                                 | 2 647 604    | 100        |                   | 165             | + 8               |

¹ Jämfört med sammanlagda resultat för Rød Valgallianse och Norges Kommunistiske Parti 1985.